# Radzymin
Radzymin [raˈd͡zɨmʲin] es una ciudad en Polonia y es uno de los suburbios distantes de la ciudad de Varsovia . En los años 1975-1998 la ciudad pertenecía administrativamente al Voivodato de Varsovia. Se encuentra en el powiat de Wołomin del Voivodato de Mazovia . La ciudad para 2022 es de 13.407 habitantes.

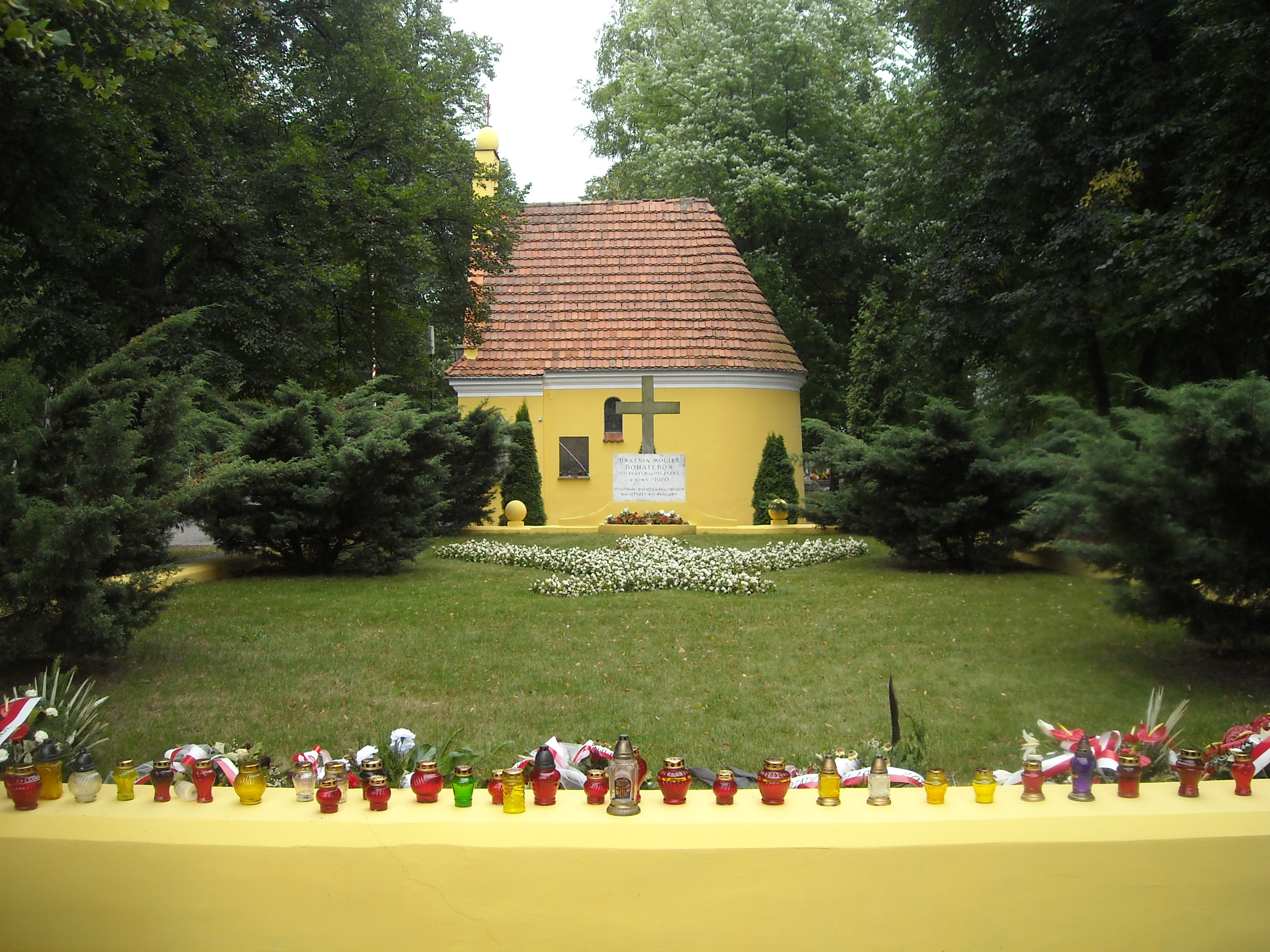
Tumba de las tropas polacas caídas en la batalla de Radzymin (1920)

Radzymin se remonta a tiempo de la  Edad Media . Se menciona en un documento del duque Bolesław IV de Varsovia de 1440. Se le concedió carta de ciudad en 1475. Desde entonces, el pueblo compartió la suerte de la cercana ciudad de Varsovia, ubicada a sólo 25 kilómetros (15,5 mi) de distancia. Era una ciudad privada propiedad de la nobleza polaca, ubicada administrativamente en el condado de Varsovia en el voivodato de Mazovia en la provincia de Gran Polonia del Reino de Polonia.
Fue anexado a Prusia en la Tercera Partición de Polonia en 1795. En 1807, fue recuperada por los polacos e incluida dentro del Ducado de Varsovia recién formado, aunque de corta duración. Durante la Guerra Austro-Polaca de 1809, fue el sitio de la Batalla de Radzymin (1809), que terminó con una victoria polaca. Tras la disolución del ducado en 1815, la ciudad cayó en manos de la partición rusa de Polonia. Durante el Levantamiento de Enero, el 30 de julio de 1863, tuvo lugar allí una escaramuza entre insurgentes polacos y soldados rusos. Los soldados rusos rodearon una unidad insurgente polaca, pero después de una breve batalla, los polacos lograron romper el cerco y escapar hacia Kałuszyn . Después de la Primera Guerra Mundial, en 1918, Polonia recuperó la independencia y el control de la ciudad. Durante la guerra polaco-soviética, en agosto de 1920, fue el escenario de la Batalla de Radzymin (1920), en la que los polacos derrotaron a los invasores rusos.
Tras la invasión conjunta germano-soviética de Polonia, que inició la Segunda Guerra Mundial en septiembre de 1939, la ciudad fue ocupada por Alemania . En agosto de 1944, fue el sitio de la batalla de Radzymin (1944) entre Alemania y las tropas soviéticas que avanzaban.

## Marecka Kolej Dojazdowa
El Marecka Kolej Dojazdowa ( en inglés: Marki Commuter Railway  ) era un ferrocarril de vía estrecha en Polonia que conectaba Varsovia con Marki y Radzymin activo desde 1896 hasta 1974.

## Deportes
El club de fútbol local es Mazur Radzymin. Compite en las ligas inferiores.

## Residentes notables
- Yaakov Aryeh Guterman (1792-1874), rabino jasídico
- Jan Baudouin de Courtenay (1845-1929), lingüista, conocido por su teoría del fonema y las alternancias fonéticas .
- Julian Ochorowicz (1850-1917), filósofo, psicólogo, inventor, poeta y publicista
- Isaac Bashevis Singer (1903-1991), escritor y premio Nobel de Literatura (nacido en Leoncin, pero vivió en Radzymin durante su infancia, aunque algunas fuentes afirman que Radzymin es su lugar de nacimiento).[4]

## enlaces externos
- radzymin.pl
- Comunidad judía en Radzymin en Virtual Shtetl

- Datos: Q609246
- Multimedia: Radzymin / Q609246